# Jari Leppä

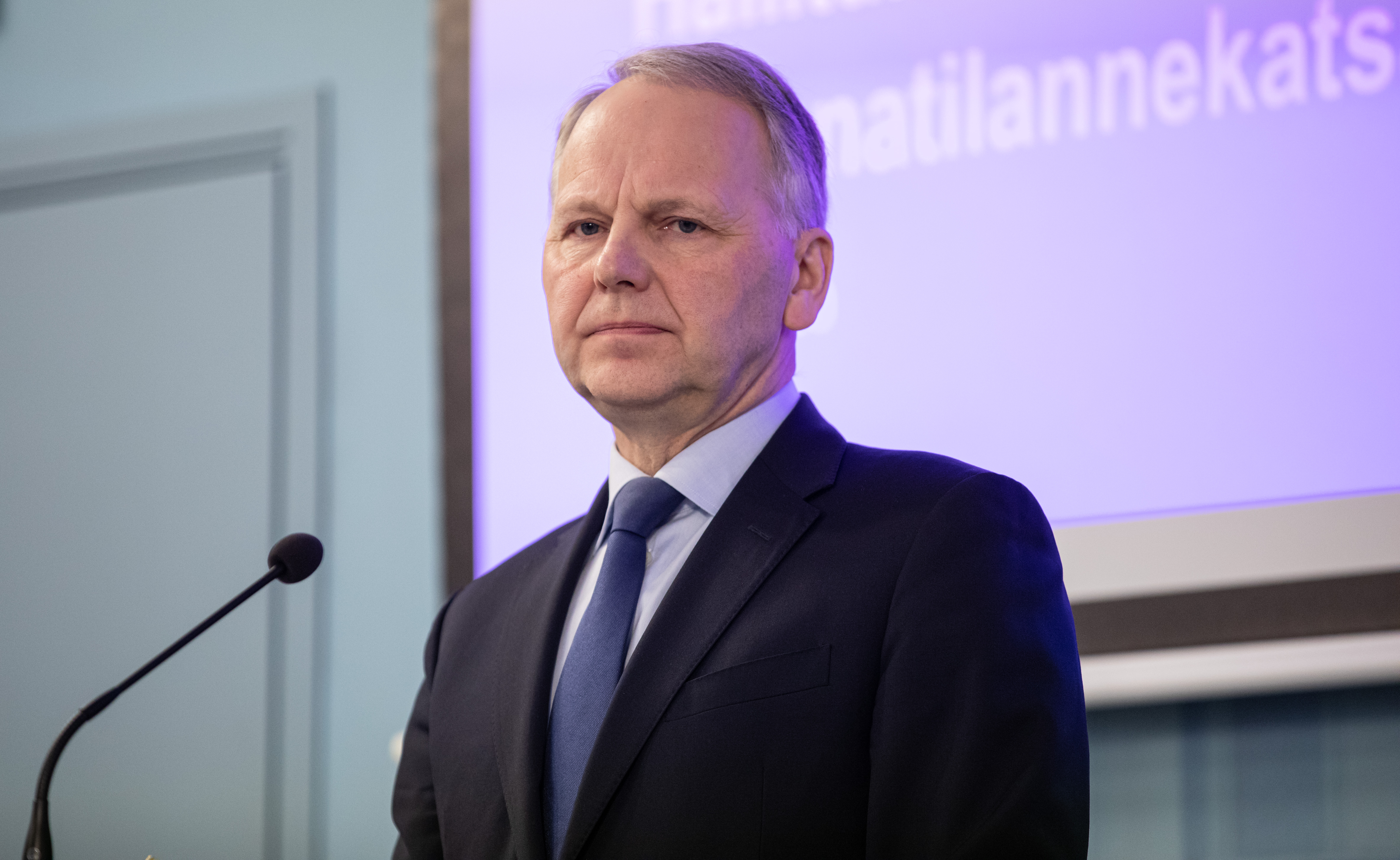
Jari Leppä (2020)

Jari Juhani Leppä (* 24. Juni 1959 in Pertunmaa) ist ein finnischer Politiker der Zentrumspartei. Er ist seit dem 24. März 1999 Mitglied des Parlaments. Am 5. Mai 2017 wurde Leppä Landwirtschaftsminister im Kabinett Sipilä und wurde als solcher in den Kabinetten Rinne (Juni bis Dezember 2019) und Marin (ab Dezember 2019) bestätigt. Im März 2022 kündigte er an, bei der Parlamentswahl in Finnland 2023 nicht mehr zu kandidieren. Sein Rücktritt vom Amt des Landwirtschaftsministers folgte am 29. April 2022.